# Championnats du monde de patinage artistique 2002
Navigation
Mondiaux 2001 Mondiaux 2003
Les championnats du monde de patinage artistique 2002 ont lieu du 16 au 24 mars 2002 au M-Wave de Nagano au Japon.
Ces championnats sont organisés quelques semaines après les Jeux Olympiques de Salt Lake City, qui sont marqués par un scandale entourant la finale des couples artistiques.  Les co-médaillés d'or, les russes Elena Berejnaïa / Anton Sikharulidze et les canadiens Jamie Salé / David Pelletier, ne participent pas à ces mondiaux et quittent les rangs amateurs pour devenir professionnels peu de temps après.
C'est la quatrième fois que le Japon organise les championnats du monde de patinage artistique après les éditions de 1977, 1985 et 1994.

## Qualifications
Les patineurs sont éligibles à l'épreuve s'ils représentent une nation membre de l'Union internationale de patinage (International Skating Union en anglais) et s'ils ont atteint l'âge de 15 ans avant le 1er juillet 2001. Les fédérations nationales sélectionnent leurs patineurs en fonction de leurs propres critères.
Sur la base des résultats des championnats du monde 2001, l'Union internationale de patinage autorise chaque pays à avoir de une à trois inscriptions par discipline.
| Entrées                                                    | Messieurs               | Dames                       | Couples                    | Danse sur glace                                                                   |
| ---------------------------------------------------------- | ----------------------- | --------------------------- | -------------------------- | --------------------------------------------------------------------------------- |
| 3                                                          | Chine Russie États-Unis | Russie États-Unis           | Canada Chine Russie        |                                                                                   |
| 2                                                          | Canada France Japon     | France Italie Japon Ukraine | Pologne Ukraine États-Unis | Allemagne Bulgarie Canada France Israël Italie Lituanie Russie Ukraine États-Unis |
| Les pays non listés dans ce tableau ont droit à une entrée |                         |                             |                            |                                                                                   |

Pour la dixième année, l'Union internationale de patinage impose une ronde des qualifications pour les catégories individuelles masculine et féminine. Les qualifications sont divisées en deux groupes A et B. Pour les mondiaux 2002, le top 15 de chaque groupe accède au programme court, puis le top 24 accède au programme libre. Les scores des qualifications comptent pour le score final. 
En danse sur glace, la première danse imposée est la valse d'or (Golden Waltz) et la seconde est le quickstep.

## Podiums
| Épreuves                            | Or                                | Argent                              | Bronze                          |
| ----------------------------------- | --------------------------------- | ----------------------------------- | ------------------------------- |
| Messieurs résultats détaillés       | Aleksey Yagudin                   | Timothy Goebel                      | Takeshi Honda                   |
| Dames résultats détaillés           | Irina Sloutskaïa                  | Michelle Kwan                       | Fumie Suguri                    |
| Couples résultats détaillés         | Shen Xue / Zhao Hongbo            | Tatiana Totmianina / Maksim Marinin | Kyoko Ina / John Zimmerman      |
| Danse sur glace résultats détaillés | Irina Lobatcheva / Ilia Averboukh | Shae-Lynn Bourne / Victor Kraatz    | Galit Chait / Sergei Sakhnovski |

## Tableau des médailles
| Rang  | Nation     | Or | Argent | Bronze | Total |
| ----- | ---------- | -- | ------ | ------ | ----- |
| 1     | Russie     | 3  | 1      | 0      | 4     |
| 2     | Chine      | 1  | 0      | 0      | 1     |
| 3     | États-Unis | 0  | 2      | 1      | 3     |
| 4     | Canada     | 0  | 1      | 0      | 1     |
| 5     | Japon      | 0  | 0      | 2      | 2     |
| 6     | Israël     | 0  | 0      | 1      | 1     |
| Total | Total      | 4  | 4      | 4      | 12    |

## Détails des compétitions
Pour la saison 2001/2002, les calculs des points se font selon la méthode suivante :
- chez les Messieurs et les Dames (0.4 point par place pour les qualifications, 0.6 point par place pour le programme court, 1 point par place pour le programme libre)
- chez les Couples artistiques (0.5 point par place pour le programme court, 1 point par place pour le programme libre)
- en danse sur glace (0.4 point par place pour les deux danses imposées, 0.6 point par place pour la danse originale, 1 point par place pour la danse libre)

### Messieurs
| Rang                                        | Nom                   | Nation         | Points | Qualif. A | Qualif. B | Prog. court | Prog. libre |
| ------------------------------------------- | --------------------- | -------------- | ------ | --------- | --------- | ----------- | ----------- |
| 1                                           | Aleksey Yagudin       | Russie         | 2.0    | 1         |           | 1           | 1           |
| 2                                           | Timothy Goebel        | États-Unis     | 4.8    |           | 1         | 4           | 2           |
| 3                                           | Takeshi Honda         | Japon          | 6.0    | 3         |           | 3           | 3           |
| 4                                           | Aleksandr Abt         | Russie         | 6.0    | 2         |           | 2           | 4           |
| 5                                           | Li Chengjiang         | Chine          | 9.8    |           | 3         | 6           | 5           |
| 6                                           | Michael Weiss         | États-Unis     | 9.8    |           | 2         | 5           | 6           |
| 7                                           | Anthony Liu           | Australie      | 16.4   |           | 7         | 11          | 7           |
| 8                                           | Jeffrey Buttle        | Canada         | 17.8   |           | 4         | 7           | 12          |
| 9                                           | Zhang Min             | Chine          | 18.6   | 4         |           | 15          | 8           |
| 10                                          | Andrejs Vlascenko     | Allemagne      | 18.8   |           | 11        | 9           | 9           |
| 11                                          | Frédéric Dambier      | France         | 19.2   | 5         |           | 12          | 10          |
| 12                                          | Matthew Savoie        | États-Unis     | 21.8   | 6         |           | 14          | 11          |
| 13                                          | Brian Joubert         | France         | 21.8   |           | 5         | 8           | 15          |
| 14                                          | Kevin Van Der Perren  | Belgique       | 22.8   | 7         |           | 10          | 14          |
| 15                                          | Ben Ferreira          | Canada         | 27.2   | 10        |           | 17          | 13          |
| 16                                          | Gao Song              | Chine          | 29.2   |           | 9         | 16          | 16          |
| 17                                          | Ivan Dinev            | Bulgarie       | 29.8   |           | 10        | 13          | 18          |
| 18                                          | Stéphane Lambiel      | Suisse         | 30.2   |           | 6         | 18          | 17          |
| 19                                          | Roman Skorniakov      | Ouzbékistan    | 34.8   |           | 8         | 21          | 19          |
| 20                                          | Vakhtang Murvanidze   | Géorgie        | 35.0   | 9         |           | 19          | 20          |
| 21                                          | Markus Leminen        | Finlande       | 39.2   |           | 13        | 20          | 22          |
| 22                                          | Dmytro Dmytrenko      | Ukraine        | 39.6   | 12        |           | 23          | 21          |
| 23                                          | Sergei Rylov          | Azerbaïdjan    | 40.6   | 8         |           | 24          | 23          |
| 24                                          | Sergei Davydov        | Biélorussie    | 42.0   |           | 12        | 22          | 24          |
| Patineurs éliminés après le programme court |                       |                |        |           |           |             |             |
| 25                                          | Juraj Sviatko         | Slovaquie      |        | 11        |           | 25          | NC          |
| 26                                          | Tomáš Verner          | Tchéquie       |        | 15        |           | 26          | NC          |
| 27                                          | Yosuke Takeuchi       | Japon          |        | 14        |           | 27          | NC          |
| 28                                          | Gregor Urbas          | Slovénie       |        |           | 14        | 28          | NC          |
| 29                                          | Kristoffer Berntsson  | Suède          |        | 13        |           | 29          | NC          |
| 30                                          | Sergei Kotov          | Israël         |        |           | 15        | 30          | NC          |
| Patineurs éliminés après les qualifications |                       |                |        |           |           |             |             |
| 31                                          | Yon Garcia            | Espagne        |        |           | 16        | NC          | NC          |
| 31                                          | Zoltán Tóth           | Hongrie        |        | 16        |           | NC          | NC          |
| 33                                          | Clemens Jonas         | Autriche       |        | 17        |           | NC          | NC          |
| 33                                          | Aidas Reklys          | Lituanie       |        |           | 17        | NC          | NC          |
| 35                                          | James Black           | Royaume-Uni    |        | 18        |           | NC          | NC          |
| 35                                          | Miloš Milanović       | RF Yougoslavie |        |           | 18        | NC          | NC          |
| 37                                          | Panagiotis Markouizos | Grèce          |        |           | 19        | NC          | NC          |
| 37                                          | Dino Quattrocecere    | Afrique du Sud |        | 19        |           | NC          | NC          |
| Forfait                                     | Margus Hernits        | Estonie        |        | NC        | NC        | NC          | NC          |

### Dames
| Rang                                          | Nom                   | Nation         | Points | Qualif. A | Qualif. B | Prog. court | Prog. libre |
| --------------------------------------------- | --------------------- | -------------- | ------ | --------- | --------- | ----------- | ----------- |
| 1                                             | Irina Sloutskaïa      | Russie         | 2.0    |           | 1         | 1           | 1           |
| 2                                             | Michelle Kwan         | États-Unis     | 4.2    | 1         |           | 3           | 2           |
| 3                                             | Fumie Suguri          | Japon          | 5.0    | 2         |           | 2           | 3           |
| 4                                             | Sasha Cohen           | États-Unis     | 7.8    |           | 2         | 5           | 4           |
| 5                                             | Yoshie Onda           | Japon          | 8.6    |           | 3         | 4           | 5           |
| 6                                             | Elena Liashenko       | Ukraine        | 11.2   |           | 4         | 6           | 6           |
| 7                                             | Viktoria Volchkova    | Russie         | 15.4   |           | 9         | 8           | 7           |
| 8                                             | Júlia Sebestyén       | Hongrie        | 16.4   | 3         |           | 7           | 11          |
| 9                                             | Jennifer Robinson     | Canada         | 18.4   | 5         |           | 14          | 8           |
| 10                                            | Silvia Fontana        | Italie         | 18.8   | 7         |           | 10          | 10          |
| 11                                            | Susanna Pöykiö        | Finlande       | 19.2   |           | 6         | 13          | 9           |
| 12                                            | Laëtitia Hubert       | France         | 22.4   |           | 8         | 12          | 12          |
| 13                                            | Zuzana Babiaková      | Slovaquie      | 22.8   | 11        |           | 9           | 13          |
| 14                                            | Idora Hegel           | Croatie        | 28.6   |           | 10        | 16          | 15          |
| 15                                            | Tatiana Malinina      | Ouzbékistan    | 29.6   |           | 5         | 11          | 21          |
| 16                                            | Miriam Manzano        | Australie      | 32.0   |           | 13        | 18          | 16          |
| 17                                            | Galina Maniachenko    | Ukraine        | 32.4   | 10        |           | 24          | 14          |
| 18                                            | Julia Soldatova       | Biélorussie    | 33.0   |           | 7         | 22          | 17          |
| 19                                            | Marta Andrade         | Espagne        | 33.0   | 12        |           | 17          | 18          |
| 20                                            | Fang Dan              | Chine          | 35.2   |           | 12        | 19          | 19          |
| 21                                            | Vanessa Giunchi       | Italie         | 37.6   | 14        |           | 20          | 20          |
| 22                                            | Julia Lautowa         | Autriche       | 38.2   | 9         |           | 21          |             |
| 23                                            | Åsa Persson           | Suède          | 41.2   |           | 11        | 23          |             |
| Abandon                                       | Jennifer Kirk         | États-Unis     |        | 4         |           | 15          |             |
| Patineuses éliminées après le programme court |                       |                |        |           |           |             |             |
| 25                                            | Lucie Krausová        | Tchéquie       |        | 8         |           | 26          | NC          |
| 26                                            | Gintarė Vostrecovaitė | Lituanie       |        | 13        |           | 25          | NC          |
| 27                                            | Natalie Hoste         | Belgique       |        |           | 15        | 27          | NC          |
| 28                                            | Sabina Wojtala        | Pologne        |        | 15        |           | 28          | NC          |
| 29                                            | Georgina Papavasiliou | Grèce          |        |           | 14        | 29          | NC          |
| Abandon                                       | Maria Butyrskaya      | Russie         |        | 6         |           |             | NC          |
| Patineuses éliminées après les qualifications |                       |                |        |           |           |             |             |
| 31                                            | Anne-Sophie Calvez    | France         |        | 16        |           | NC          | NC          |
| 31                                            | Shin Yea-ji           | Corée du Sud   |        |           | 16        | NC          | NC          |
| 33                                            | Roxana Luca           | Roumanie       |        | 17        |           | NC          | NC          |
| 33                                            | Daria Zuravicki       | Israël         |        |           | 17        | NC          | NC          |
| 35                                            | Shirene Human         | Afrique du Sud |        |           | 18        | NC          | NC          |
| 35                                            | Hristina Vassileva    | Bulgarie       |        | 18        |           | NC          | NC          |
| 37                                            | Christine Lee         | Hong Kong      |        | 19        |           | NC          | NC          |
| 37                                            | Gladys Orozco         | Mexique        |        |           | 19        | NC          | NC          |
| 39                                            | Diana Y. Chen         | Taipei chinois |        | 20        |           | NC          | NC          |
| 39                                            | Ksenija Jastsenski    | RF Yougoslavie |        |           | 20        | NC          | NC          |

### Couples
| Rang | Nom                                     | Nation      | Points | Prog. court | Prog. libre |
| ---- | --------------------------------------- | ----------- | ------ | ----------- | ----------- |
| 1    | Shen Xue / Zhao Hongbo                  | Chine       | 1.5    | 1           | 1           |
| 2    | Tatiana Totmianina / Maksim Marinin     | Russie      | 3.0    | 2           | 2           |
| 3    | Kyoko Ina / John Zimmerman              | États-Unis  | 4.5    | 3           | 3           |
| 4    | Maria Petrova / Aleksey Tikhonov        | Russie      | 6.0    | 4           | 4           |
| 5    | Pang Qing / Tong Jian                   | Chine       | 7.5    | 5           | 5           |
| 6    | Dorota Zagórska / Mariusz Siudek        | Pologne     | 9.0    | 6           | 6           |
| 7    | Tiffany Scott / Philip Dulebohn         | États-Unis  | 10.5   | 7           | 7           |
| 8    | Jacinthe Larivière / Lenny Faustino     | Canada      | 12.0   | 8           | 8           |
| 9    | Zhang Dan / Zhang Hao                   | Chine       | 14.0   | 10          | 9           |
| 10   | Anabelle Langlois / Patrice Archetto    | Canada      | 15.5   | 11          | 10          |
| 11   | Kateřina Beránková / Otto Dlabola       | Tchéquie    | 16.5   | 9           | 12          |
| 12   | Valérie Marcoux / Bruno Marcotte        | Canada      | 17.0   | 12          | 11          |
| 13   | Yuko Kavaguti / Alexander Markuntsov    | Japon       | 19.5   | 13          | 13          |
| 14   | Mariana Kautz / Norman Jeschke          | Allemagne   | 21.0   | 14          | 14          |
| 15   | Viktoria Borzenkova / Andrei Chuvilyaev | Russie      | 23.0   | 16          | 15          |
| 16   | Tatiana Chuvaeva / Dmitri Palamarchuk   | Ukraine     | 23.5   | 15          | 16          |
| 17   | Viktoria Shklover / Valdis Mintals      | Estonie     | 25.5   | 17          | 17          |
| 18   | Maria Krasiltseva / Artem Znachkov      | Arménie     | 27.5   | 19          | 18          |
| 19   | Jelena Sirokhvatova / Jurijs Salmanovs  | Lettonie    | 28.0   | 18          | 19          |
| 20   | Marina Aganina / Artem Knyazev          | Ouzbékistan | 30.0   | 20          | 20          |

### Danse sur glace
| Rang                                               | Nom                                     | Nation       | Points | Danse imposée 1 | Danse imposée 2 | Danse originale | Danse libre |
| -------------------------------------------------- | --------------------------------------- | ------------ | ------ | --------------- | --------------- | --------------- | ----------- |
| 1                                                  | Irina Lobatcheva / Ilia Averboukh       | Russie       | 2.0    | 1               | 1               | 1               | 1           |
| 2                                                  | Shae-Lynn Bourne / Victor Kraatz        | Canada       | 4.0    | 2               | 2               | 2               | 2           |
| 3                                                  | Galit Chait / Sergei Sakhnovski         | Israël       | 7.0    | 4               | 4               | 4               | 3           |
| 4                                                  | Margarita Drobiazko / Povilas Vanagas   | Lituanie     | 7.0    | 3               | 3               | 3               | 4           |
| 5                                                  | Albena Denkova / Maxim Staviski         | Bulgarie     | 10.0   | 5               | 5               | 5               | 5           |
| 6                                                  | Olena Hrushyna / Ruslan Honcharov       | Ukraine      | 12.0   | 6               | 6               | 6               | 6           |
| 7                                                  | Kati Winkler / René Lohse               | Allemagne    | 14.0   | 7               | 7               | 7               | 7           |
| 8                                                  | Tatiana Navka / Roman Kostomarov        | Russie       | 16.0   | 8               | 8               | 8               | 8           |
| 9                                                  | Naomi Lang / Peter Tchernyshev          | États-Unis   | 18.0   | 9               | 9               | 9               | 9           |
| 10                                                 | Marie-France Dubreuil / Patrice Lauzon  | Canada       | 20.2   | 11              | 10              | 10              | 10          |
| 11                                                 | Sylwia Nowak / Sebastian Kolasiński     | Pologne      | 22.0   | 10              | 12              | 11              | 11          |
| 12                                                 | Isabelle Delobel / Olivier Schoenfelder | France       | 22.4   | 15              | 11              | 12              | 12          |
| 13                                                 | Tanith Belbin / Benjamin Agosto         | États-Unis   | 26.6   | 13              | 13              | 14              | 13          |
| 14                                                 | Marika Humphreys / Vitali Baranov       | Royaume-Uni  | 27.0   | 12              | 14              | 13              | 14          |
| 15                                                 | Kristin Fraser / Igor Lukanin           | Azerbaïdjan  | 30.2   | 16              | 15              | 15              | 15          |
| 16                                                 | Federica Faiella / Massimo Scali        | Italie       | 31.6   | 14              | 16              | 16              | 16          |
| 17                                                 | Alia Ouabdesselam / Benjamin Delmas     | France       | 34.0   | 17              | 17              | 17              | 17          |
| 18                                                 | Veronika Morávková / Jiří Procházka     | Tchéquie     | 36.2   | 19              | 18              | 18              | 18          |
| 19                                                 | Stephanie Rauer / Thomas Rauer          | Allemagne    | 38.8   | 18              | 19              | 19              | 20          |
| 20                                                 | Zhang Weina / Cao Xianming              | Chine        | 39.0   | 20              | 20              | 20              | 19          |
| 21                                                 | Zita Gebora / Andras Visontai           | Hongrie      | 42.2   | 21              | 22              | 21              | 21          |
| 22                                                 | Valentina Anselmi / Fabrizio Pedrazzini | Italie       | 44.0   | 23              | 21              | 22              | 22          |
| 23                                                 | Yang Tae-hwa / Lee Chuen-gun            | Corée du Sud | 46.6   | 23              | 23              | 24              | 23          |
| 24                                                 | Rie Arikawa / Kenji Miyamoto            | Japon        | 48.0   | 26              | 24              | 23              | 24          |
| Couples de danse éliminés après la danse originale |                                         |              |        |                 |                 |                 |             |
| 25                                                 | Alla Beknazarova / Yuri Kocherzhenko    | Ukraine      |        | 22              | 25              | 25              | NC          |
| 26                                                 | Jessica Huot / Juha Valkama             | Finlande     |        | 25              | 26              | 26              | NC          |
| 27                                                 | Anna Mosenkova / Sergei Sychyov         | Estonie      |        | 27              | 27              | 27              | NC          |
| 28                                                 | Natalie Buck / Trent Nelson-Bond        | Australie    |        | 28              | 28              | 28              | NC          |